# HD 1237
HD 1237, eller GJ 3021, är en solliknande gul stjärna i huvudserien i stjärnbilden Lilla vattenormen.
Stjärnan har visuell magnitud +6,58 och är inte synlig för blotta ögat vid normal seeing. Den befinner sig på ett avstånd av ungefär 57 ljusår

## Exoplaneter
Närvaron av en exoplanet vid stjärnan upptäcktes 2000. Den har en massa som är drygt tre gånger större än Jupiters och fick beteckningen GJ 3021 b. 
| Planet | Massa        | Halv storaxel (AE) | Siderisk omloppstid (d) | Excentricitet | Inklination | Radie |
| ------ | ------------ | ------------------ | ----------------------- | ------------- | ----------- | ----- |
| b      | 3,37±0,09 MJ | 0,49               | 133,71±0,2              | 0,511±0,017   | –           | –     |